# Antiguraleus infandus
Antiguraleus infanda é uma espécie de gastrópode do gênero Antiguraleus, uma lesma marinha pertencente à família Mangeliidae.

## Descrição
A concha atinge 6 mm de comprimento e 3 mm de diâmetro. Ela é branca, com cinco voltas arredondadas, incluindo uma protoconcha com cerca de uma volta e meia. A base possui estriagem em espiral.

## Distribuição
A espécie pode ser encontrada no mar próximo à costa da Ilha Great Barrier, na Nova Zelândia.